# Luigi Contessi
Luigi Bartolo Contessi (ur. 14 sierpnia 1894 w Brescii, zm. 23 lutego 1967 tamże) – włoski gimnastyk, medalista olimpijski.
W 1920 r. reprezentował barwy Zjednoczonego Królestwa Włoch na letnich igrzyskach olimpijskich w Antwerpii, zdobywając złoty medal w wieloboju drużynowym. 